# Daniel Casey
Daniel Casey (Stockton-on-Tees, 1 juni 1972) is een Engelse acteur die vooral bekend is geworden door zijn rol als Sgt. Gavin Troy in de politieserie Midsomer Murders en Anthony Cox in Our Friends in the North. Hij speelde ook Tony Barnes in 2004 in de ITV serie Steel River Blues. Hij groeide op in Stockton-on-Tees, Engeland. Hij bezocht de Durham University en studeerde daar af met een BA Honours in English Literature alvorens hij een loopbaan als acteur verkoos. Vanaf 1997 tot in 2003 was hij in 29 afleveringen van Midsomer Murders te zien. Hij is getrouwd en heeft een in 2006 geboren zoon.  
- Bibliothèque nationale de France: cb15040525d (data)
- International Standard Name Identifier: 0000 0001 1446 6504
- Library of Congress Control Number: no2004099377
- Système universitaire de documentation: 167513311
- Virtual International Authority File: 66190077
- WorldCat: E39PBJgCH8yvQB9H9TYpC7KfMP